# Higuera de Llerena
Higuera de Llerena – gmina w Hiszpanii, w prowincji Badajoz, w Estramadurze, o powierzchni 113,4 km². W 2011 roku gmina liczyła 358 mieszkańców.